# ʅ
ʅ，是表示舌尖後不圓唇元音的音標符號。在漢語中，此音就是「之、痴、師、日」（漢語拼音順序是「zhī、chī、shī、rì」，注音符號依序爲「ㄓ、ㄔ、ㄕ、ㄖ」）的元音。
由於此音標現在並不獲官方的國際音標接受，語音學界提出了多種新說。
其中，傳統的語言學者描述它有「buzzing聲」。不少現代的語言學者則描述它是音節化的輔音，但有很弱的摩擦，把它寫作[ʐ̩]。以「shī、rì」爲例，相應地就是[ʂʐ̩˥]、[ʐʐ̩˥˩]。
而對多數人來說，擦音僅持續在元音之前，舌頭和牙齒的位置不變，但是舌頭的接觸略微降低，以从一開始排除高度近似的元音。UCL的John Wells使用了更詳細的轉寫，把它寫作[ɻᶤ]（如「shi」寫作[ʂɻᶤ]），以上標符號表示元音化的特徵。Sang-Im Lee-Kim則將它定爲音節性的捲舌近音/ɻ̩/。
另有學者建議將它定爲閉央不圓唇元音/ɨ/（如「shi」寫作/ʂ͡ɨ/），以表示擦音的發音機制會衍生爲元音。